# Guerras Angolanas
As Guerras Angolanas foram uma longa série de conflitos travados no noroeste de Angola entre Portugal e o Reino do Dongo, o Reino do Congo, o Reino de Matamba, o Reino de Cassange, o Reino de Libolo e a Companhia Holandesa das Índias Ocidentais, de 1579 a 1683.
A Rainha Ginga notabilizou-se ao forjar "a maior aliança de estados angolanos no séc. XVII" contra os portugueses que, não obstante, superaram todas as adversidades e emergiram como a principal potência na região.
Estes conflitos, que alteraram radicalmente o equilíbrio de poder na região e marcaram-na profundamente, ficaram registadas principalmente na obra de António de Oliveira Cadornega: História Geral das Guerras Angolanas.

## Contexto
Os portugueses alcançaram Angola em 1482, no reinado de D. João II, quando Diogo Cão subiu o Rio Congo e entrou em contacto com o Reino de Congo. A partir de então foram estabelecidas relações amigáveis entre os dois reinos e em 1491 o rei do Congo converteu-se ao Catolicismo, passando então o reino a ser frequentado por numerosos embaixadores, missionários e mercadores portugueses que se estabeleceram no país.
As relações entre os dois países permaneceram estáveis e em 1568 os portugueses ajudaram o rei D. Álvaro I a rechaçar uma revolta ou invasão dos jagas, o que lhes valeu elevada consideração por parte do rei congo. Em 1576 Paulo Dias de Novais fundou a cidade de Luanda, em território que pertencia ao Reino do Dongo. Paulo Dias de Novais tinha ordens de D. Sebastião para seguir uma política de contactos bilaterais e, neste sentido, logrou obter a amizade do rei do Dongo e do rei do Congo, com quem trocou emissários, presentes e firmou tratados de comércio. Também levou a cabo pequenas campanhas militares em apoio daqueles reis.
Os Jesuítas e mercadores portugueses encorajavam Paulo Dias de Novais à conquista do Dongo mas o donatário recusava-se a mudar a sua política pois o seu objectivo era obter acesso às minas de prata que se dizia existir em Cambambe. Tão amistosas eram as relações com o Dongo que o angola pediu um embaixador para a sua capital de Cabassa e o donatário enviou-lhe Pero da Fonseca com uma comitiva.

## As guerras do Dongo, 1579-1622
O despoletar da guerra entre Portugal e o Dongo deveu-se a um incidente que ficou conhecido como "a Traição de Quiacassenda". Um antigo mercador português em Cabassa desavindo com Pero da Fonseca, Francisco Barbudo, convenceu o rei Quiacassenda em audiência privada de que Paulo Dias de Novais pretendia conquistar-lhe o reino e que o embaixador era um espião, pelo que, após consultar com os seus conselheiros, o angola mandou massacrar todos os portugueses na sua capital, incluindo Francisco Barbudo.

### A primeira guerra do Dongo
Após o massacre em Cabassa, Quiacassenda partiu à cabeça de um exército de 12,000 homens para expulsar os portugueses do Dongo e Paulo Dias de Novais, que se encontrava então perto do Cuanza com as suas tropas, recebeu um ultimato do angola. O donatário deslocou-se, porém, para Anzele e ali levantou um forte. Só vinte dias mais tarde chegaram a Anzele notícias do massacre. O forte foi cercado durante vários meses pelo exército do Dongo mas uma bem executada sortida obrigou os ambundos a retirarem-se.

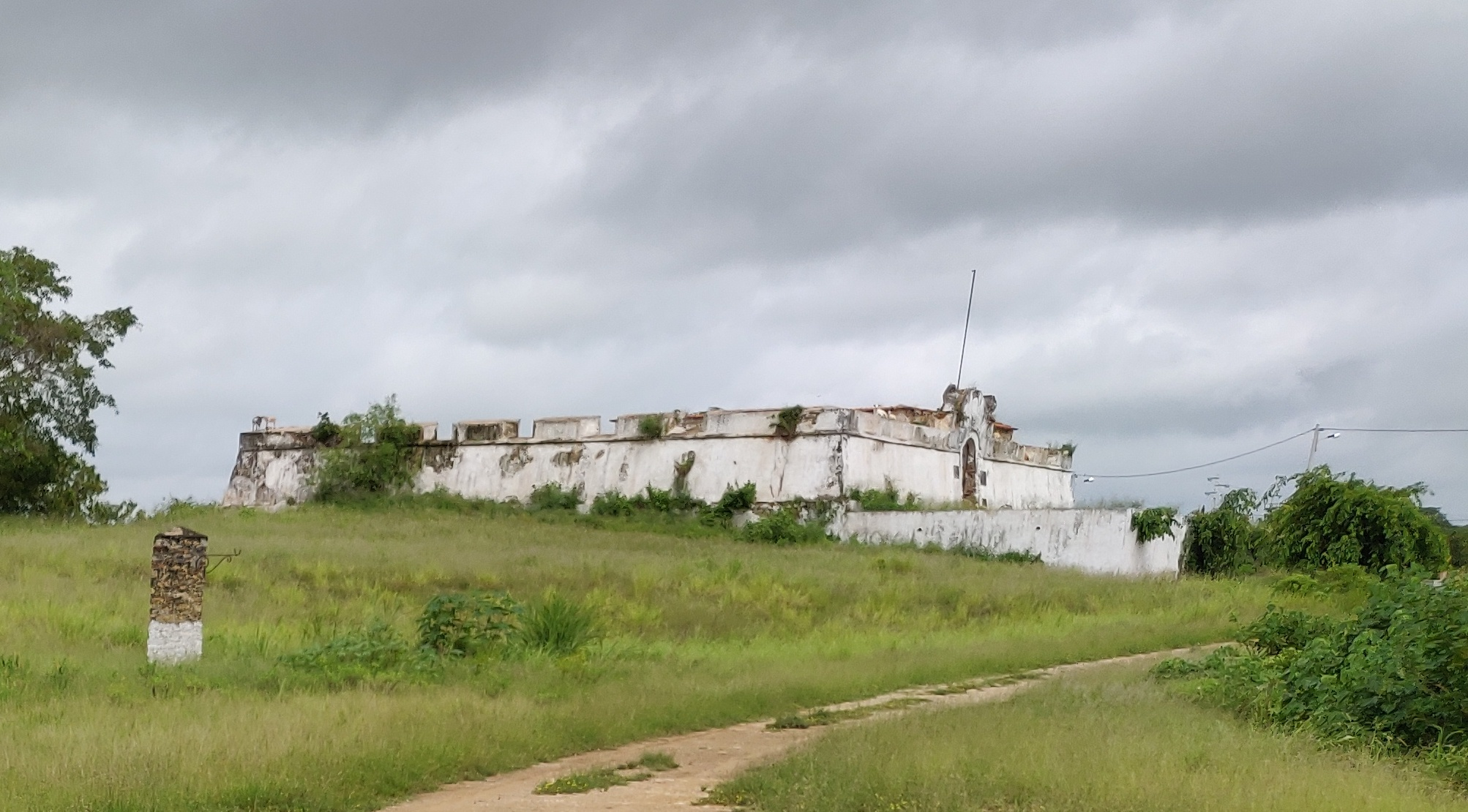
A Fortaleza de Massangano.

Nos dez anos seguintes, Paulo Dias de Novais prosseguiu com a guerra contra o Dongo, travou várias batalhas, vassalizou ou cristianizou numerosos sobas e fundou a fortaleza de Massangano. Faleceu a 9 de Maio de 1589 e foi enterrado num túmulo simples diante da igreja de Massangano. Os sucessores de Paulo Dias de Novais seguiram a sua política nos quinze anos seguintes e, entre outras coisas, fundaram os presídios de Muxima e Cambambe, não obstante grandes perdas por doenças devido ao clima. As minas de prata que se dizia existir em Cambambe, porém, revelaram só conter chumbo.
Pouco após a fundação de Cambambe, a 70 quilómetros apenas da capital do Dongo, o sucessor do rei Quiacassenda, Ambandi Angola, enviou um pedido de paz e também solicitava missionários Jesuítas para evangelizar o seu povo. O então governador, Manuel Cerveira Pereira, pretendia restabelecer relações comerciais com o angola e procedeu a uma votação entre os seus oficiais, na qual foi deliberado não se prosseguir mais com as hostilidades, encerrando-as em 1604. Os sobas que haviam entretanto reconhecido a autoridade portuguesa ficaram sob a tutela de Luanda.

### A segunda guerra do Dongo

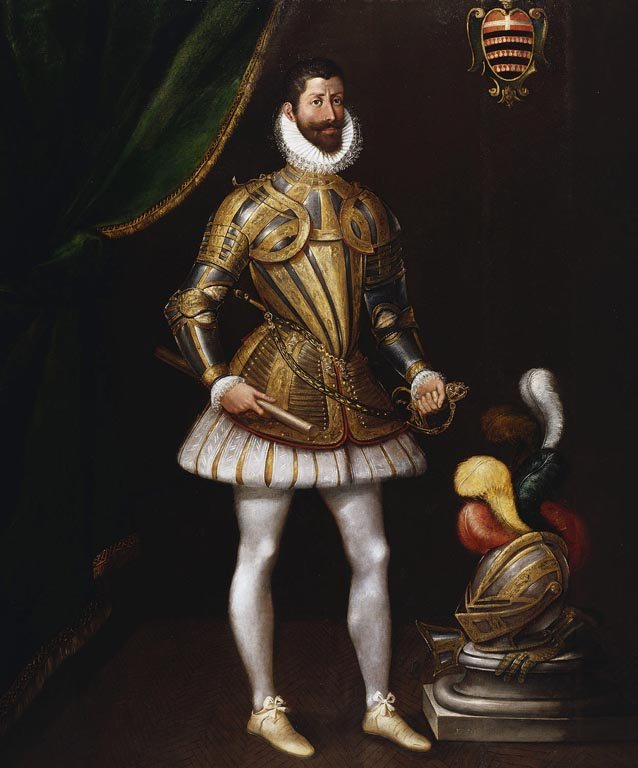
O governador Luís Mendes de Vasconcelos.

Em 1611, o rei do Dongo Ambandi Angola começou a atacar as feiras no sertão e os mercadores portugueses que tomavam parte nelas. Ao saber disto, o governador Bento Banha Cardoso preparou-se para levar a cabo uma nova guerra contra o Dongo e firmou uma aliança com os jagas imbangalas, que passariam a servir os portugueses como mercenários. As campanhas de Bento Banha Cardoso naquele ano pacificaram temporariamente a região, elevaram de 14 para 78 os sobas vassalos a Portugal e ainda fundou o presídio de Ambaca.
A guerra contra o Dongo assumiu maiores proporções em 1617. Em inícios deste ano subiu ao trono do Dongo Angola Ambandi, que lançou uma violenta perseguição contra rivais políticos: matou um meio irmão, a mãe deste e os irmãos e irmãs desta, o tendala da Corte, muitos funcionários e as suas famílias; esterilizou violentamente as suas três irmãs, Quifunge, Mucambo e Jinga, a quem, na verdade, pertencia o trono de direito e matou o filho desta última. Também repudiou a diplomacia com os portugueses e reuniu tropas para atacá-los. Em Luanda, entretanto, desembarcou o novo governador Luís Mendes de Vasconcelos, que se propusera ligar, pela primeira vez, Angola à contra-costa e conquistar o Dongo, para o qual tinha o apoio de numerosos sobas insatisfeitos com Angola Ambandi, incluíndo um pretendente rival, e que se colocaram voluntariamente sob as suas ordens.
O presídio de Ambaca foi cercado pelas tropas do Dongo comandadas por Caita Calabalanga, o último soba poderoso ainda leal a Angola Ambandi mas com a ajuda das tropas imbangalas, o governador desbaratou o exército ambundo em batalha e depois alcançou a capital do Dongo, Cabassa, praticamente sem oposição. As campanhas no Dongo continuaram nos quatro anos seguintes, tendo os portugueses logrado capturar importantes pessoas associadas a Angola Ambandi, que se refugiou com a sua Corte nas ilhas de Quindonga, no Cuanza.

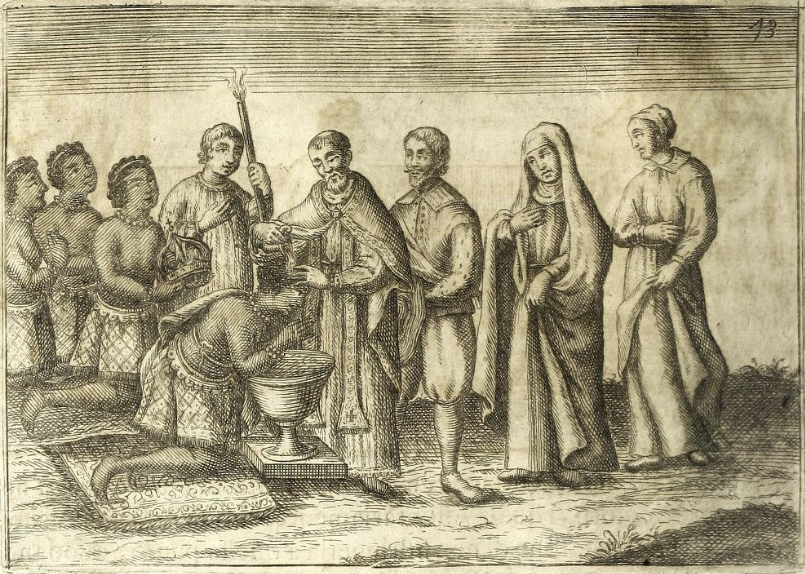
O baptismo da Rainha Ginga.

O governo de Luís Mendes de Vasconcelos reuniu abrangentes críticas devido a irregularidades, a excessos cometidos no Dongo e também porque as tropas imbangalas assaltaram terras portuguesas. Quando desembarcou em Luanda o seu sucessor, João Correia de Sousa, Luís Mendes de Vasconcelos foi preso e entabuladas negociações de paz com o Dongo. Para representá-lo em Luanda, Angola Ambandi escolheu a sua irmã, Ginga Ambandi que, em Luanda, converteu-se ao catolicismo, adoptando o nome de D. Ana de Sousa. A segunda guerra do Dongo resultou na vassalização de 190 sobas a Portugal e na captura de milhares de pessoas que foram enviadas para o continente americano, acabando algumas delas por ser os primeiros africanos no território dos futuros EUA.

### A campanha contra Cassange
Entre os termos de paz negociados por Ginga contava-se uma expedição militar contra os imbangalas do reino de Cassange, que haviam fundado uma "ensaca" em território do Dongo mas entretanto tinham cortado os laços com o angola. Agora davam guarida a guerreiros que atacavam as caravanas e os sobas vassalos tanto do Dongo como de Portugal. O governador João Correia de Sousa entregou esta missão ao capitão-mor Pedro de Sousa Coelho que partiu à cabeça de um "quilombo" ou exército misto de portugueses e Guerra Preta, divididos em sete "lucanzos" ou destacamentos.

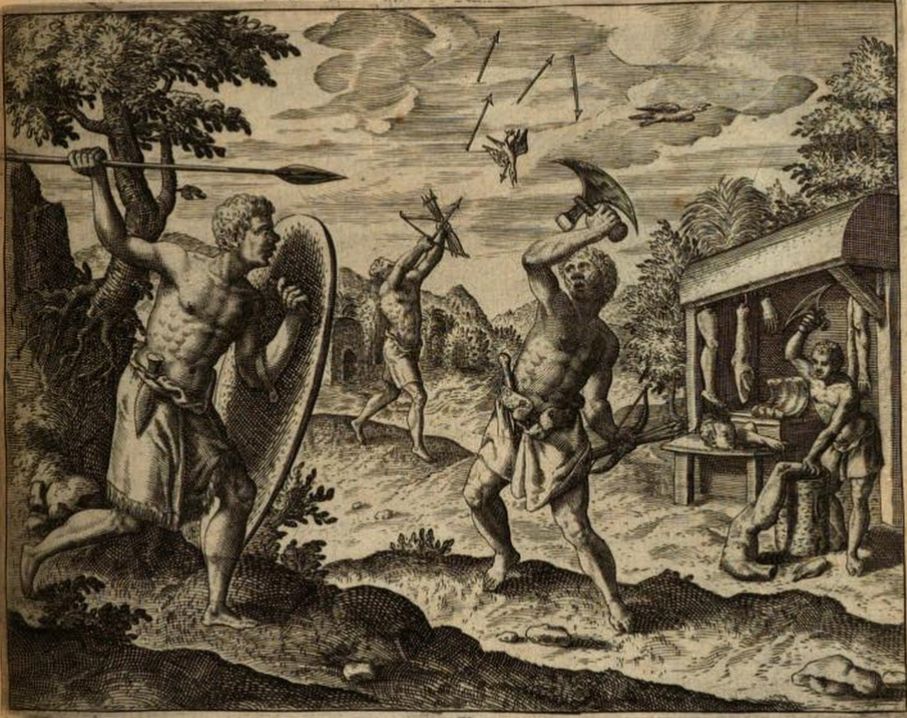
Imbangalas.

A infantaria desbaratou os imbangalas em batalha e incendiou as povoações à medida que avançava em direcção à capital de Cassange, ao passo que a cavalaria ficou em Luanda, pronta para perseguir quaisquer fugitivos. O cerco à capital foi duro mas, depois do capitão-mor Pedro de Sousa Coelho ter colocado o sargento-mor António Bruto a barrar o acesso a uma lagoa próxima, muitos sitiados renderam-se, tendo o líder imbangala vindo a ser capturado no decorrer das operações.
O Cassange foi levado para Luanda e degolado publicamente a 22 de Maio de 1622. Os sobreviventes do ataque à ensaca fugiram para sul e fundaram o reino de Culaxingo num território entre os rios Cuango e Liu, que ficaria conhecido como Baixa de Cassange. O angola tentou convencer o governador a expurgar esta ensaca também mas sem sucesso.

### A invasão do Congo

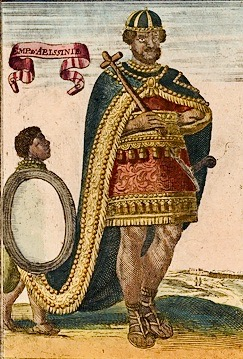
O rei D. Pedro II do Congo.

O ataque à ensaca de Cassange, embora bem-sucedido, resultou numa grande quantidade de fugitivos que se refugiaram nas terras do Congo. O governador João Correia de Sousa intimou portanto, o rei D. Álvaro III a substituir o duque de Pemba, por dar guarida a imbangalas e escravos fugidos de Luanda, para além de capturar gado aos portugueses.
Não obtendo do rei a satisfação pretendida, o governador decidiu enviar o capitão-mor Pedro de Sousa Coelho a invadir o Congo com um exército de 30,000 homens, entre os quais se contavam numerosos destacamentos de mercenários imbangalas, não obstante os protestos gerais tanto dos missionários como dos moradores de Luanda. O território do soba Nambuangongo, nos Dembos, foi ocupado. Pouco depois, faleceu o rei D. Álvaro III. Este foi, porém, sucedido no trono pelo capaz D. Pedro II, que reuniu o exército real e partiu para defrontar os portugueses em batalha. 
Entretanto, os portugueses já haviam derrotado e morto o duque D. Paulo de Pemba na Batalha de Bumbi. Na Batalha de Ambanda-Cassi, porém, os portugueses, ambundos aliados e os imbangalas foram rechaçados pelo exército do Congo, que provavelmente contabilizava 20,000 homens. Em Bumbi e por toda a região foram atacados e espoliados os negociantes portugueses que por ali se encontravam, tendo alguns deles sido assassinados, não obstante os esforços do rei D. Pedro II para protegê-los.
Ao chegar a Luanda as notícias do desaire de Ambanda-Cassi, o governador João Correia de Sousa foi deposto numa revolta e substituído pelo bispo Simão de Mascarenhas, que favorecia a conciliação com o Congo. No entanto, após a invasão do Congo, que pôs fim a mais de um século de relações amistosas entre os dois países, o rei D. Pedro II decidiu escrever cartas para a República dos Países Baixos a convidá-los para uma aliança contra os portugueses.

## A era da Rainha Ginga, 1624-1656

Bandeira da Companhia Holandesa das Índias Orientais.

Após a assinatura da paz com os portugueses em 1622, o rei do Dongo Angola Ambandi caiu numa depressão profunda e foi assassinado em 1624 pela popular Rainha Ginga, que lhe sucedeu no trono. Isto causou uma divisão e guerra-civil no Dongo entre os apoiantes da Rainha Ginga e os apoiantes de um parente afastado de Angola Ambandi, o senhor das Pedras Negras de Pungo Andongo, Aire Quiluange, soba vassalo de Portugal.
Em Junho daquele ano desembarcou em Luanda o novo governador, Fernão de Sousa, que passou os primeiros seis meses do seu mandato a defender a cidade de ataques da Companhia Holandesa das Índias Ocidentais. Vários nobres congos poderosos simpatizavam com os holandeses, nomeadamente o conde do Sonho, que os acolhia no seu porto de Pinda.
Entretanto, as relações entre Luanda e Quindonga eram tensas: o governador Fernão de Sousa exigia que a rainha parasse de incitar as populações de quimbares a mudarem-se para o seu reino, ameaçando mesmo de guerra e a rainha exigia que os portugueses abandonassem a fortaleza de Ambaca e que devolvessem os seus súbditos aprisionados pelo governador Luís Mendes de Vasconcelos. O governador, portanto, deu o seu apoio a Aire Quiluange mas quando este aceitou um convite para se encontrar com o governador em Ambaca, a Rainha Ginga enviou um exército a sitiar Pungo Andongo em inícios de 1626.

### Guerra entre a rainha Ginga e Portugal 1626-1641

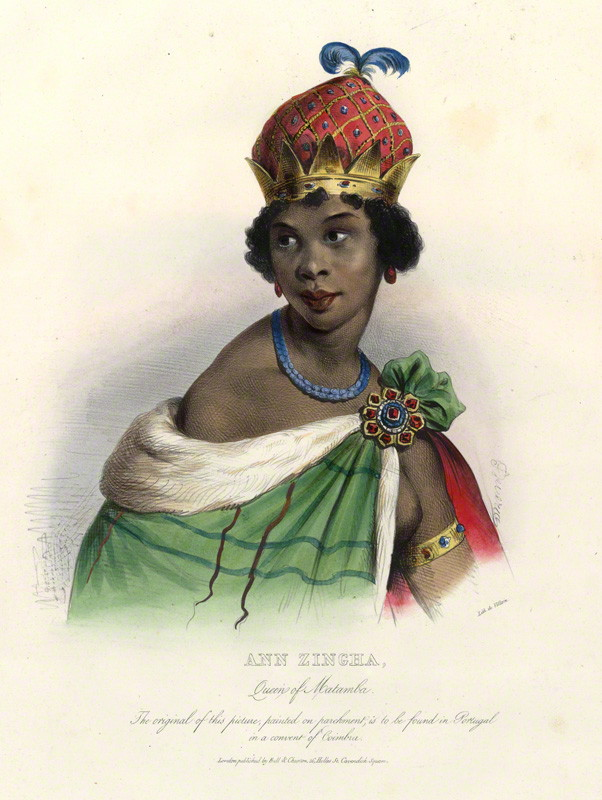
A Rainha Ginga

O Pungo Andongo foi socorrido por um exército comandado pelo ex-governador Bento Banha Cardoso e em Abril vários sobas na margem sul do Cuanza foram avassalados. As ilhas de Quindonga foram então sitiadas mas rebentou uma pandemia e a rainha Ginga logrou fugir para o reino do Jaga Caza ao fim de dois meses. Aire Quiluange faleceu vítima da pandemia mas a 12 de Outubro de 1626, o governador Fernão de Sousa coroou em pessoa em Pungo Andongo, como novo rei do Dongo, um irmão de Aire Quiluange, que adoptou o nome de D. Filipe de Sousa.
Entre 1626 e 1629, a Rainha Ginga viveu praticamente a monte e perseguida pelos portugueses, mudando frequentemente a sua Corte de sítio para não ser capturada. O capitão-mor Bento Banha Cardoso faleceu em Agosto de 1628 e foi substituído por Paio de Araújo de Azevedo que, a 29 de Maio de 1629, renunciou à perseguição quando soube que a Rainha havia fugido pelo penhasco da Quina Grande das Ganguelas com a ajuda do povo songo e refugiara-se no reino imbangala de Matamba, cujo rei desposou. A rainha passou doravante a comparticipar nos mesmos rituais canibais e sacrifícios humanos e infantis que caracterizavam a sociedade imbangala.
Após tomar posse em Matamba, a rainha forjou a maior aliança de estados angolanos do séc. XVII, formada inicialmente pela Matamba, pelo Dongo e pelo reino de Cassange, vindo depois a incluir os sobados de Quiassama, alguns nos Dembos e também o Congo. A partir de 1635 intensificaram-se os ataques aos presídios portugueses no corredor do Cuanza pelos quissamas, agora apoiados pelos exércitos da coligação da Rainha Ginga.

### Ocupação Holandesa de Luanda 1641-1648

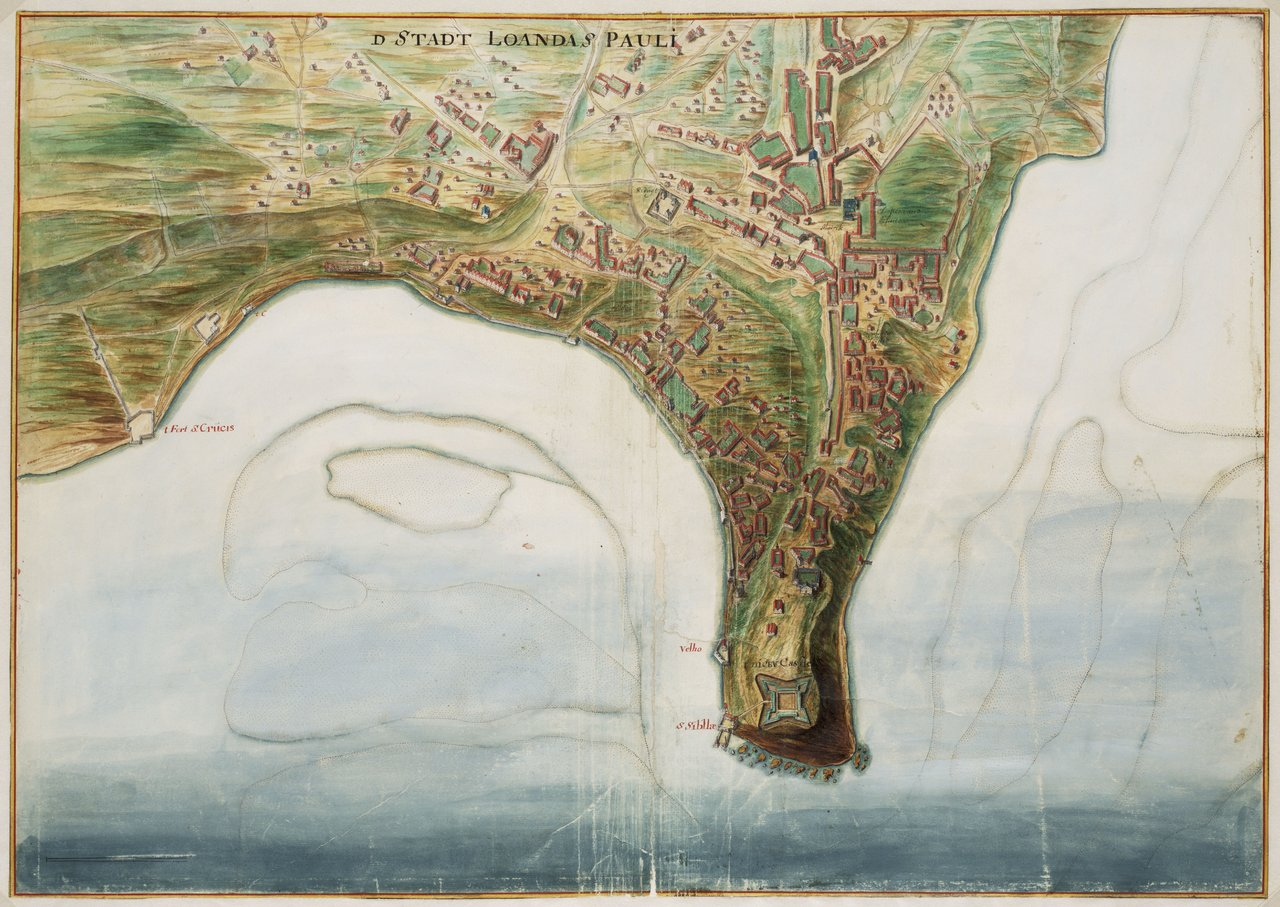
Gravura holandesa de Luanda.

A 2 de Fevereiro de 1641, a Companhia Holandesa das Índias Orientais ocupou Benguela, tendo os seus moradores procurado refúgio na fortaleza de Caconda. Dois meses mais tarde, Luanda rejubilou com a chegada da notícia da Restauração da Independência e D. João IV foi aclamado mas, não obstante Portugal já não ser inimigo das Províncias Unidas, entre 22 e 23 de Agosto a cidade foi atacada por uma armada comandada por Cornelis Jol e ocupada. Liderados pelo governador Pedro César de Menezes, a maioria dos moradores portugueses abandonou Luanda e partiu para Massangano, onde só chegaram em Dezembro.
A partir de Massangano, os portugueses, auxiliados pelo rei D. Filipe do Dongo e pelos mercenários imbangalas combateram contra reis africanos hostis, ao mesmo tempo que barravam o acesso dos holandeses ao interior.
Apesar do estado de guerra com os holandeses, muitos portugueses deslocavam-se a Luanda para negociar, enquanto os holandeses viam-se incapazes de avançar para o interior, em grande medida devido à pertinácia dos capitães dos rios Fernão Rodrigues e Gaspar Gonçalves Ensadeira. O rei do Congo e a rainha Ginga, por sua vez, tinham dificuldade em aceder às rotas comerciais do interior, o que causava enormes prejuízos aos holandeses, ao passo que os portugueses continuavam em contacto com os sobas seus aliados e com a colónia do Brasil, através dos rios Bengo e Cuanza, em cujas barras os navios ancoravam. Por esta razão, a 30 de Janeiro de 1643, o director Cornélio Nieulant assinou uma trégua com o governador Pedro César de Meneses, mediante a qual permitia que várias famílias de negociantes portugueses se instalassem num bairro construído nos arredores de Luanda, chamado "Arraial do Gango". Esta trégua, porém, não durou quatro meses e, a 17 de Maio de 1643, o Arraial do Gango foi pilhado por soldados holandeses devido a suspeitas de conspiração de revolta, matando mais de 30 pessoas e capturando outras 300. Entre os prisioneiros, contava-se o próprio governador, que logrou fugir em Dezembro.

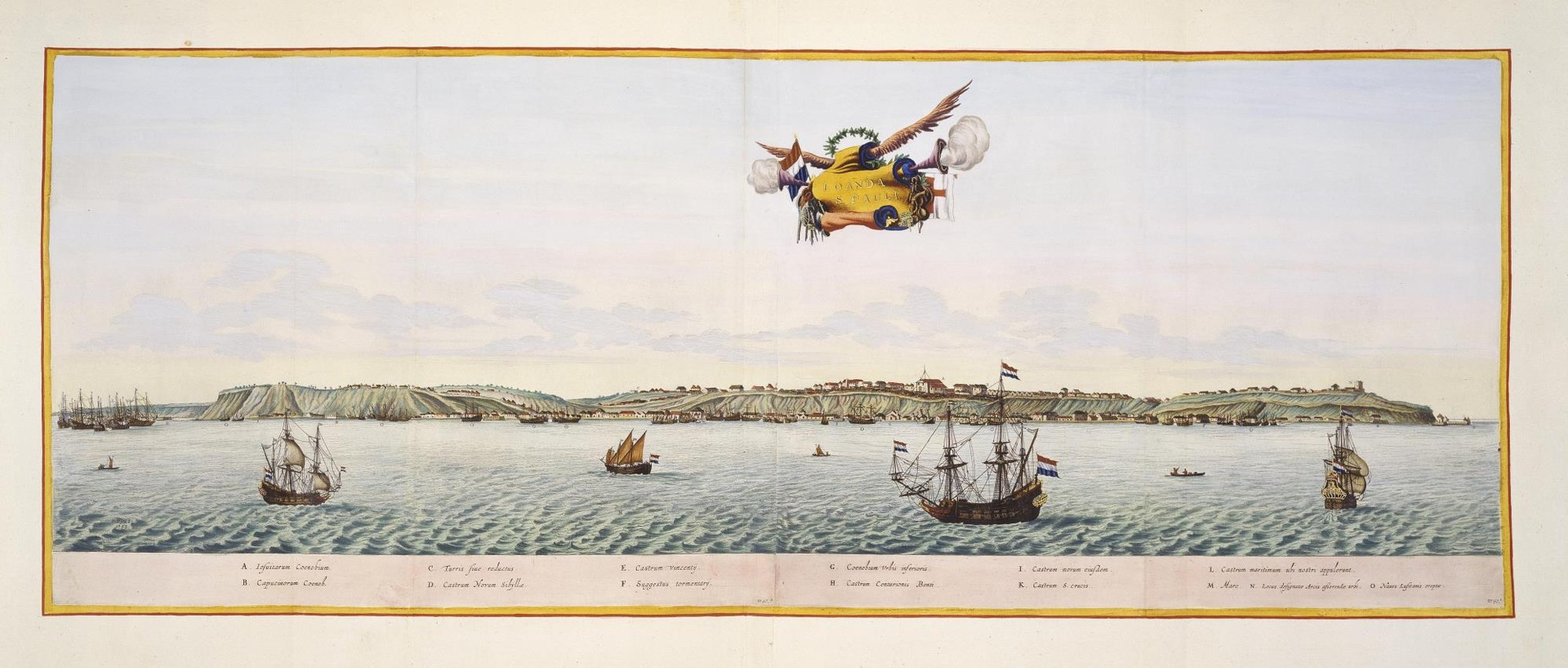
Vista de Luanda.

Em inícios de 1644, entretanto, a Rainha Ginga intensificou os seus ataques aos presídios portugueses no interior, logrando o filho da Rainha Ginga, Ginga Amona, matar o capitão-mor do presídio de Ambaca Francisco da Fonseca Saraiva. Um reforço de 300 homens vindos do Brasil, entre os quais se contavam 100 soldados africanos, desembarcou em Quicombo a 12 de Abril mas foi massacrado pelos imbangalas de Quissama. Em Março de 1646, os portugueses, aliados ao rei D. Filipe do Dongo derrotaram as tropas da Rainha Ginga na Batalha de Xila. A Rainha Ginga logrou fugir uma vez mais, mas os portugueses capturaram a sua irmã, D. Bárbara Mucambo. Nos dois anos seguintes, porém, os portugueses, isolados no interior, sofreram grandes penúrias e em 1647 foram derrotados na Batalha de Combi pelos holandeses coligados com o Congo e a Rainha Ginga

### Restauração de Angola 1648-1656

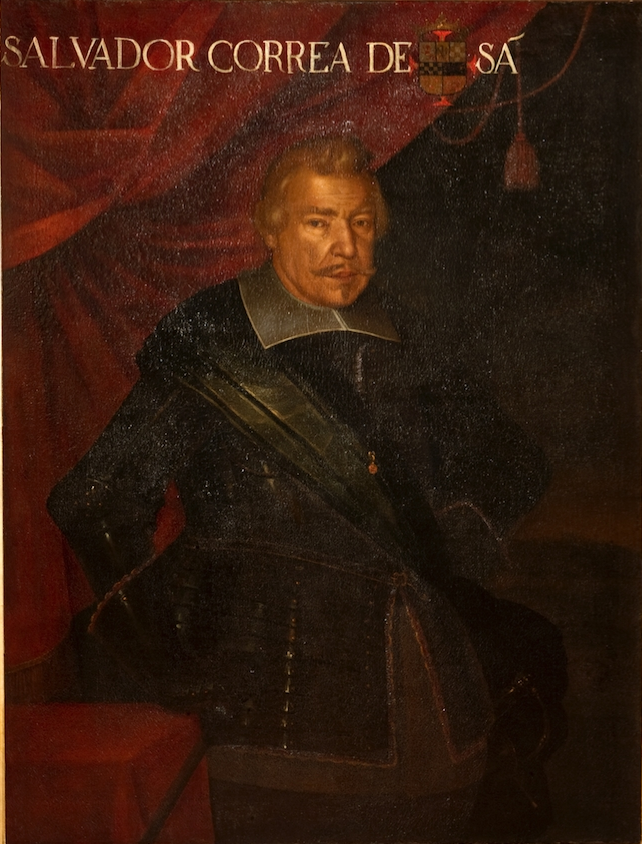
Salvador Correia de Sá.

Luanda foi recuperada por uma frota de 11 navios e 1100 homens comandada por Salvador Correia de Sá, ao fim de operações militares que duraram de 14 a 18 de Agosto, tendo os holandeses capitulado oficialmente a 21, após fraca resitência. A rápida reconquista de Luanda por Salvador Correia de Sá deveu-se à "sua táctica desassombrada e perturbadora, pela falta de comando do inimigo e pelo carácter vincadamente mercenário das suas tropas, indignadas com maus pagamentos".
Ainda em 1648 Salvador Correia de Sá reconquistou para a Coroa Portuguesa todos os sobas que se afirmavam leais à Holanda, iniciou a pacificação de outros que ainda se mantinham hostis aos portugueses e assinou uma paz com o Reino de Cassange. Não aceitou, porém, selar a paz com a Rainha Ginga pois esta exigia a devolução da sua irmã, D. Bárbara.
Regressados os exércitos de duras campanhas em Sumbe e nas Ilhas dos Mabus, que duraram de 1648 a 1649, Salvador Correia de Sá enviou em 1651 uma nova expedição de 400 homens e milhares de auxiliares africanos, comandados pelo capitão-mor Jorge da Silva, ao dembo Ambuíla, cujos sobas atacavam europeus, caravanas de mercadores e davam guarida a escravos fugidos. Disto resultou a construção de uma fortaleza de pau-a-pique, rodeada por grandes trincheiras, na margem esquerda do rio Dande. Em Janeiro de 1649 foi também enviada uma expedição em cinco barcos longos a pacificar os sobas nas margens do Cuanza que espoliavam a navegação fluvial, estabelecendo-se a normalidade.
D. Garcia II não aceitou uma primeira proposta de paz mas, incapaz de avançar contra Luanda devido às tropas portuguesas que guarneciam as margens do rio Dande, a 13 de Abril de 1649 o rei do Congo assinou capitulações com Salvador Correia de Sá, nas quais se incluíam a vassalagem e o pagamento de tributo a Portugal, a entrega da Ilha de Luanda e dos sobados de Nambuangongo e Ambuíla, nos Dembos, e direitos de exploração das minas em Pemba. Em 1655, a rainha Ginga enviou uma embaixada e, a 12 de Outubro de 1656 foram seladas as pazes entre Portugal e Matamba.

## Guerra-civil no Congo, o fim do Dongo e submissão de Matamba, 1656-1683

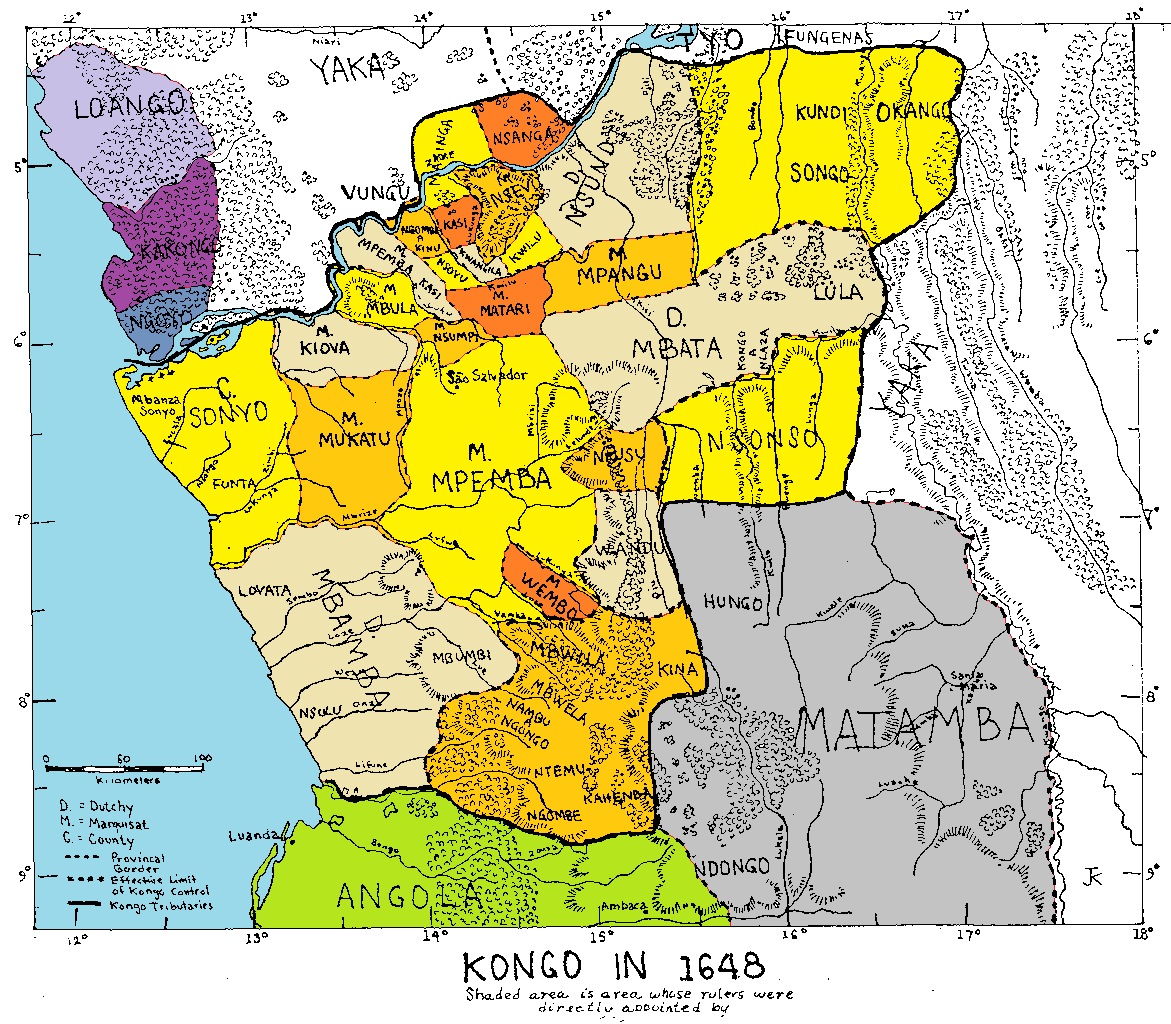
O Congo em 1648.

Envolvido numa guerra-civil, D. Garcia recusou-se a cumprir os termos do tratado, dava guarida a escravos fugidos no seu exército e hostilizava os mercadores portugueses e frades capuchinhos no Congo.
Chegado a Luanda um pedido de socorro da parte do Marquês de Pemba, a 9 de Junho de 1657 o governador Luís Martins de Sousa Chichorro declarou oficialmente guerra ao Congo e enviou o exército luso-africano comandado pelo capitão-mor Diogo Gomes de Morales. Por então o Congo já se encontrava seriamente enfraquecido e os portugueses alcançaram a cidade de Bamba mas, ali, deu-se uma insubordinação entre os soldados, para além de que o Marquês de Pemba já tinha sido executado. Quando chegou a Luanda uma mensagem de D. Garcia prometendo pagar o tributo, o governador mandou o exército regressar a Luanda.
Durante o mandato do governador João Fernandes Vieira, destacou-se a pacificação do soba Ngolomem-a-Caita, em 1658, com um exército de cerca de 400 homens e milhares de auxiliares do rei D. Filipe do Dongo e do jaga Cabuco, sob o comando geral de Bartolomeu Vasconcelos da Cunha. Na região de Axila, no distrito de Massangano, o soba ordenou a retirada para refúgios fortificados e a campanha transformou-se numa demorada operação de cercos. Ao fim de seis meses, os sitiados renderam-se.

### A Batalha de Ambuíla

Bandeira de guerra com a Cruz da Ordem de Cristo.

O rei D. Garcia não deu seguimento às suas promessas e faleceu em 1660. O seu sucessor D. António I soube através de Jesuítas que D. João IV não ratificara a cláusula do Tratado de 1649 reduzindo-o a seu vassalo pois considerava-o um "irmão-de-armas", portanto repudiou-o e exigiu a devolução da Ilha de Luanda.
Em inícios de 1664, o duque de Oando refugiou-se em Ambuíla, cujo soba era vassalo de Portugal e pediu auxílio militar a Luanda. Foi declarada a guerra ao Congo e na Batalha de Ambuíla, travada no vale de Ulanga, os portugueses defrontaram o exército real do Congo liderado pelo rei D. António em pessoa que, não obstante a superioridade numérica das suas tropas, tombou em combate ao tentar romper o quadrado português. O exército português regressou a Luanda em triunfo com a cabeça do rei D. António, que foi enterrada na Igreja de Nossa Senhora da Nazaré, ao passo que a sua coroa e ceptro foram enviados para Portugal como troféus de guerra.
A Batalha de Ambuíla teve repercussões profundas, pois agravou decisivamente a guerra-civil no Congo, que duraria mais cinco décadas.

### A Batalha de Quitombo
Em 1670, o conde do Sonho D. Estevão da Silva depôs o rei Rafael do Congo e este apelou a Luanda por ajuda militar. O governador, Francisco de Távora, enviou para o Sonho o exército luso-africano, composto por mosqueteiros, cavaleiros, mercenários imbangalas e auxiliares ambundos, e na Batalha do Ambriz, em Junho, lograram uma vitória.
Na Batalha de Quitombo em Outubro, porém, os portugueses foram rechaçados pelas tropas do conde do Sonho, agora equipadas com armas de fogo fornecidas por holandeses que frequentavam o seu porto.

### A Conquista do Dongo e do Libolo

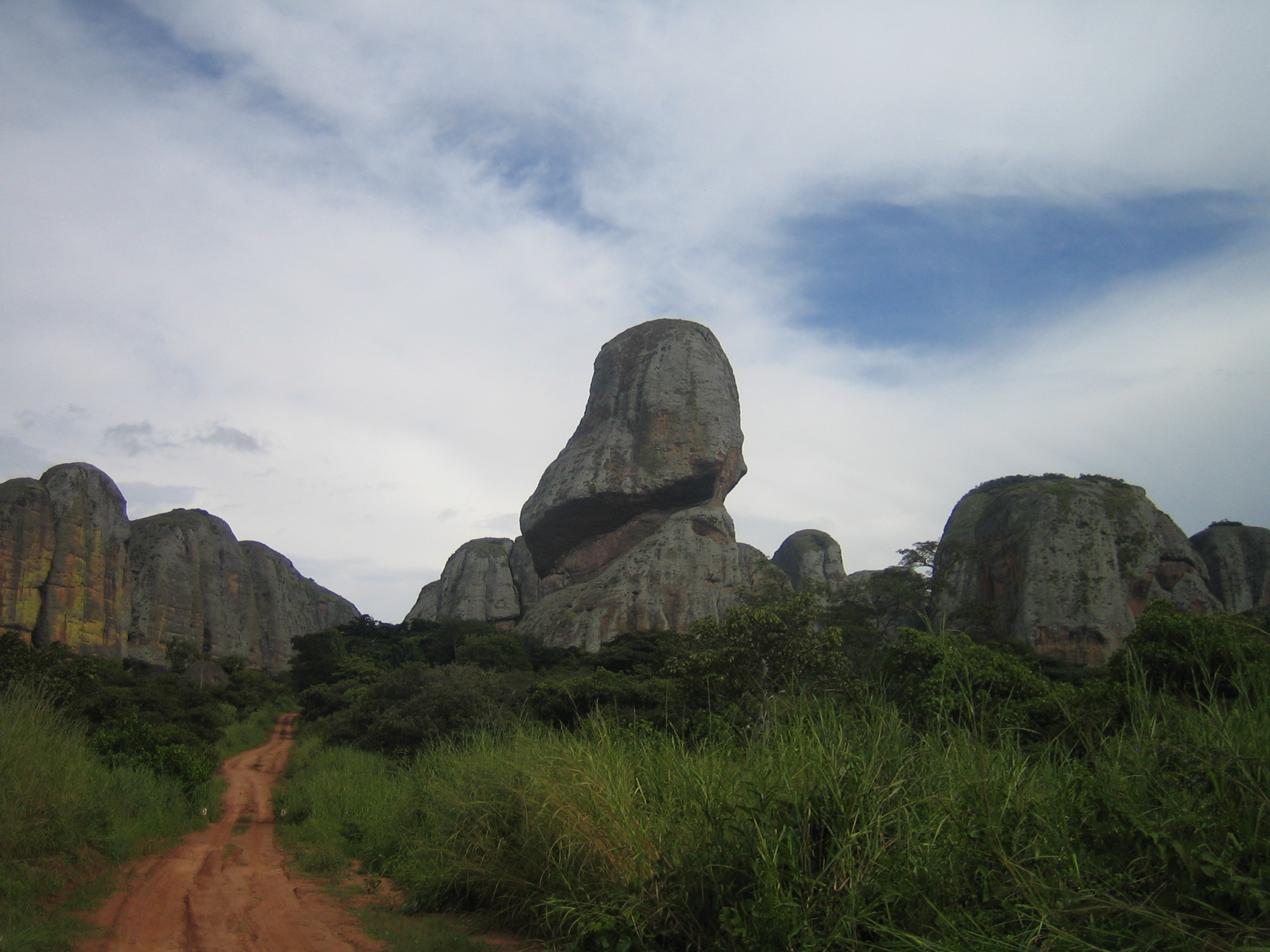
As Pedras Negras de Pungo Andongo.

No Dongo, D. Filipe de Sousa falecera em 1664 e sucedera-lhe o filho D. João Hari. O rei do Dongo disputava terras que eram reclamadas por portugueses e após o desaire sofrido pelo exército português no Sonho, o rei de Matamba D. António Carrasco e o rei de Libolo persuadiram D. João Hari a revoltar-se contra os portugueses, cortar as comunicações entre Luanda e o reino de Cassanje e atacar caravanas de mercadores. D. João enviou também emissários para vários reinos vizinhos com vista a uni-los sob o seu estandarte.
O governador de Angola, Francisco de Távora, reagiu com celeridade, solicitando reforços ao Brasil português. Rapidamente despachou para a fortaleza de Ambaca um pequeno contingente avançado sob o comando de Luís Lopes de Sequeira, que antes tinha-se distinguido na Batalha de Ambuíla. 
Os portugueses saíram de Ambaca em direcção a Pungo Andongo a 2 de Agosto, constantemente assediados por guerreiros africanos, que escaramuçavam com os europeus, procurando impedi-los de se aproximarem da capital. Sequeira conseguiu, no entanto, alcançar o povoado e acampar nas imediações. Após um cerco de três meses, o comandante português decidiu conquistar Pungo Andongo por assalto quando chegaram notícias que o Reino de Matamba preparava-se para vir em socorro dos sitiados e, a 18 de Novembro de 1671, a povoação foi conquistada. O rei D. João Hari fugiu para Hako mas foi entregue às autoridades portuguesas pelo soba Gunza Ambambe, que aceitara tornar-se um vassalo de Portugal para se proteger de ataques do Cassange. Toda a família real do Dongo foi, assim, capturada e enviada para o Brasil, dissolvendo-se o reino. A conquista do Dongo pôs fim à guerra-civil que durara desde a morte de Angola Ambandi em 1624 e a fortaleza que os portugueses construíram em Pungo Andongo passou a marcar a fronteira leste do território português.
Ao longo de todo o ano de 1679, Luís Lopes de Sequeira distinguiu-se na conduta da campanha contra o reino do Libolo, a sul do Cuanza e submeteu ao domínio de Luanda todos os sobas da região.

### A Submissão de Matamba

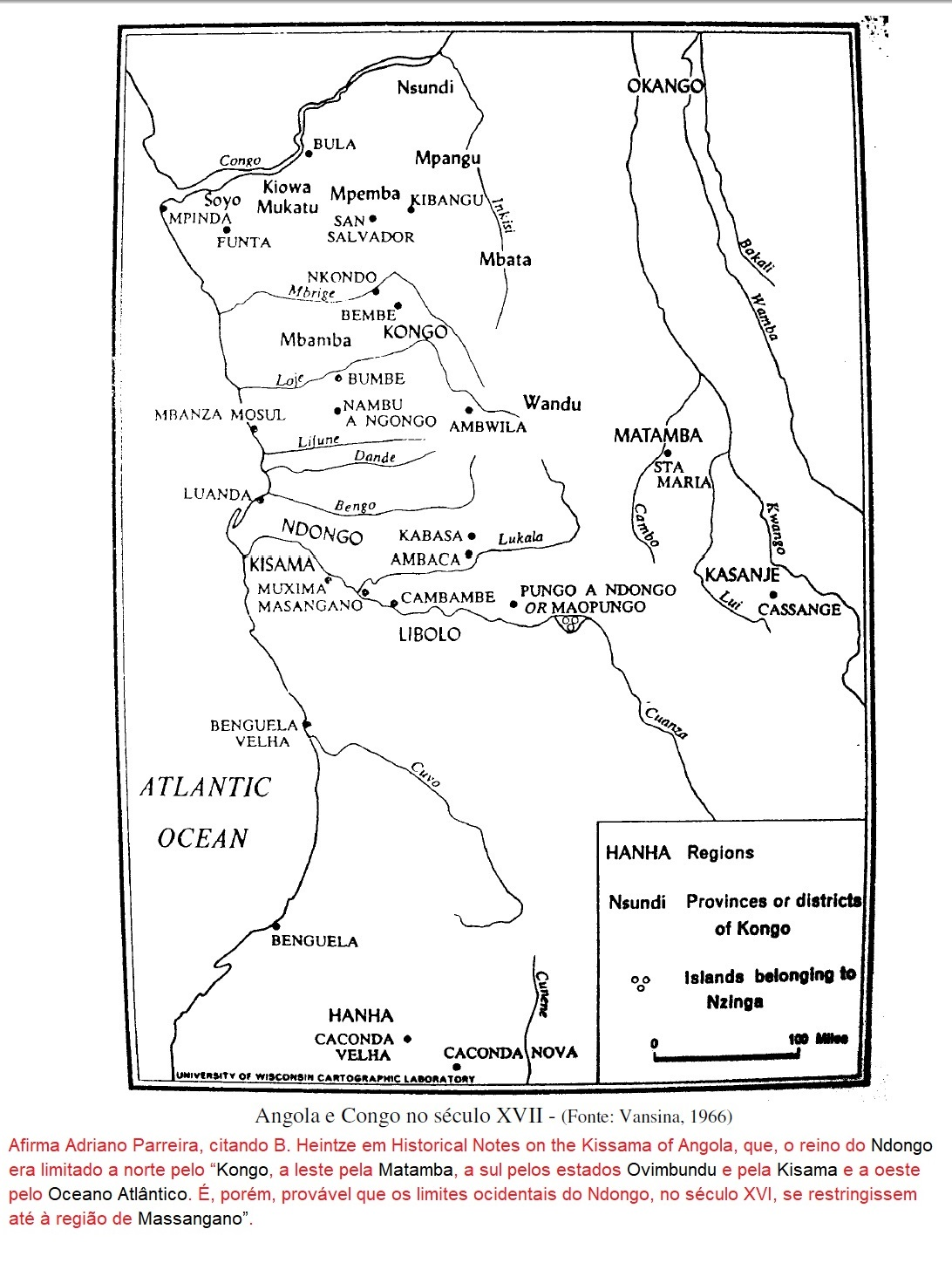
A região de Angola.

Após a morte da Rainha Ginga, sucedeu-lhe no trono de Matamba D. Bárbara Mucambo, cujo marido, D. António Carrasco, perseguiu e cometeu várias atrocidades contra diversos rivais políticos e usurpou o poder. Foi, porém, decapitado em 1674 por um rival político, D. Francisco Guterres, que se coroou rei de Matamba com o apoio do governador português. O governador João da Silva Sousa, porém, favoreceu relações com o reino de Cassange e em 1680 sucederam-se os ataques de Matamba contra Cassange e contra mercadores portugueses. Em Agosto de 1681, o governador João da Silva e Sousa declarou guerra a D. Francisco Guterres e enviou Luís Lopes de Sequeira, o Mulato dos Prodígios à cabeça de um grande exército a atacar Matamba.
Na Batalha de Catole, os portugueses foram atacados na rectaguarda mas emergiram vitoriosos fruto da intervenção célere e directa de Luís Lopes de Sequeira, vitimado, porém, na acção por uma seta. D. Francisco Guterres também morreu no combate e sucedeu-lhe a irmã D. Verónica Guterres, que assinou um pacto de vassalagem a Portugal dois anos mais tarde, para todos os efeitos pondo fim às guerras angolanas.

## Consequências

A expansão portuguesa em Angola.

As campanhas de 1579 a 1683 tiveram um impacto profundo. O Reino do Congo sofreu uma grave depressão demográfica devido à guerra e guerra-civil, bem como o Reino do Dongo, que foi anexado por Portugal, juntamente com o Libolo, tendo muitos sobas passado para a tutela portuguesa. O Reino do Dongo foi o primeiro reino africano a ser conquistado pelos europeus. As depredações dos imbangalas canibais em particular deixaram uma marca profunda na memória popular do povo congo.
A Batalha de Ambuíla em 1665, a conquista do Dongo em 1671, do Libolo em 1679 e a Batalha de Catole em 1681, protagonizadas pelo capitão-mor Luís Lopes de Sequeira, deixaram em aberto o caminho para a gradual expansão portuguesa a norte do Planalto Central. Após a vassalização da Matamba porém, os conflitos na região decresceram muito.  A principal preocupação de Portugal passou a ser a concorrência comercial das potências rivais de Inglaterra, França e Holanda, cujos mercadores se instalaram no Sonho e em Cabinda. 